# Arhopala agesias
Arhopala agesias är en fjärilsart som beskrevs av William Chapman Hewitson 1862. Arhopala agesias ingår i släktet Arhopala och familjen juvelvingar. IUCN kategoriserar arten globalt som livskraftig. Inga underarter finns listade i Catalogue of Life.

## Bildgalleri

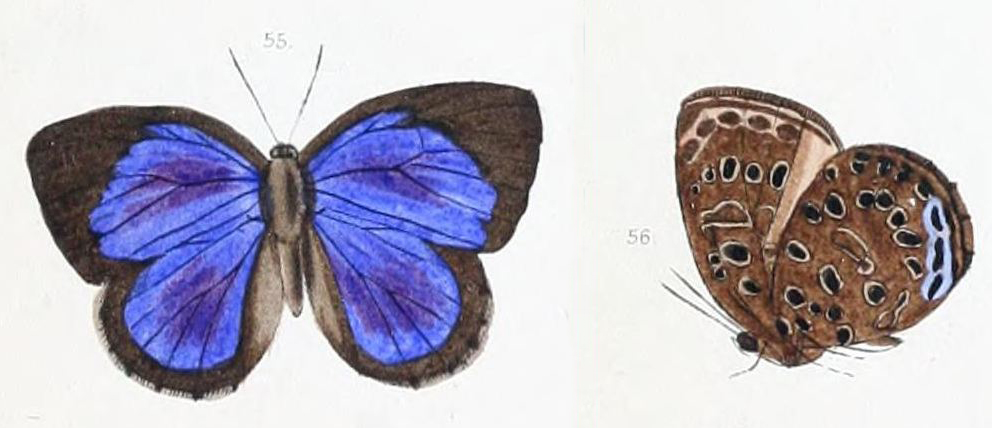
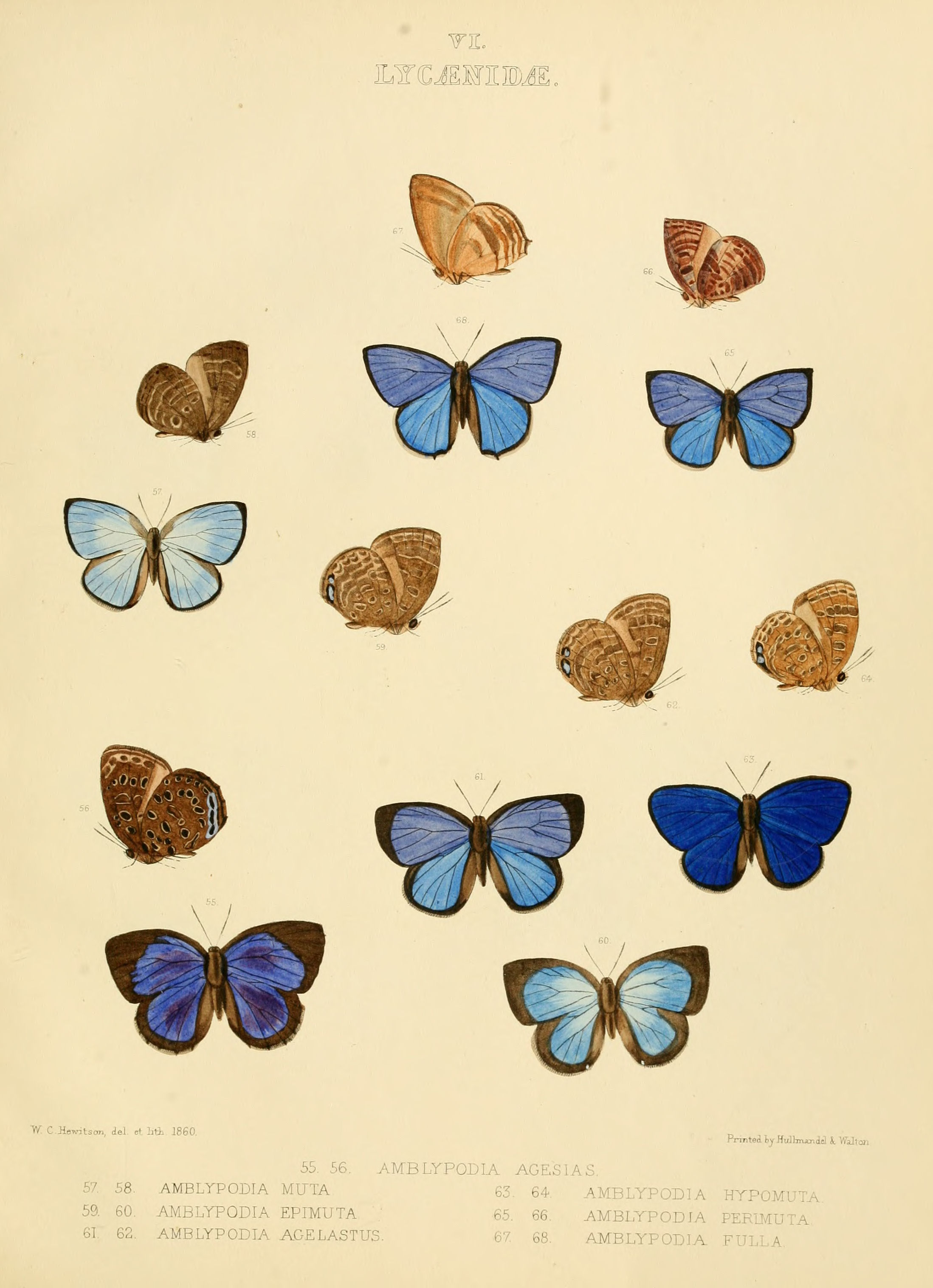
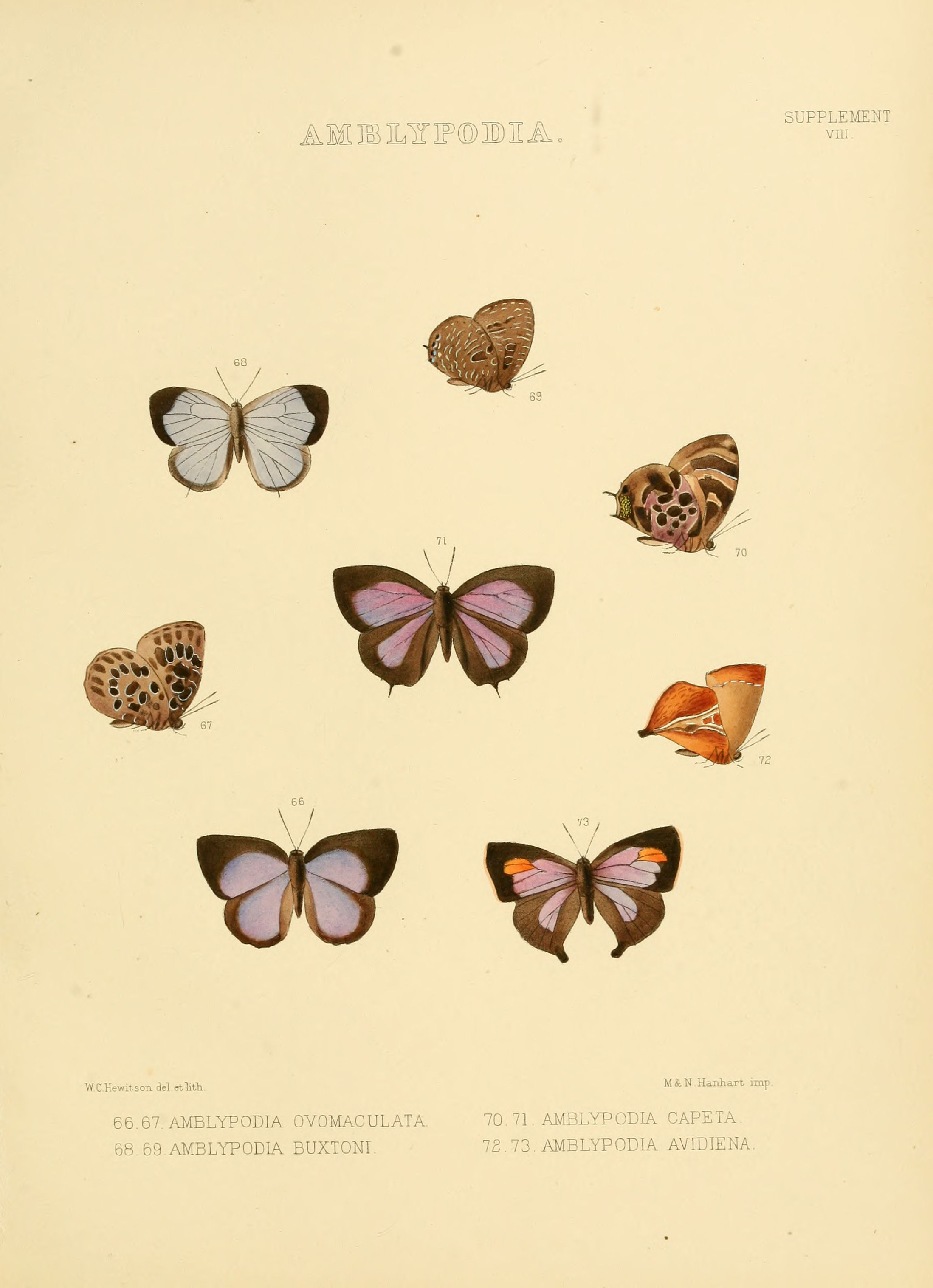